# Розовый Маунтбэттена
Розовый Маунтбэттена
(#997A8D)
Розовый Маунтбэттена (англ. Mountbatten pink), также называемый Plymouth Pink — цвет военно-морского камуфляжа, напоминающий серовато-лиловый оттенок. Впервые он был использован лордом Луисом Маунтбэттеном, командующим 5-й флотилией эсминцев британского Королевского флота во время Второй мировой войны. Заметив, что корабль Union-Castle Line с похожим камуфляжным цветом исчез из поля зрения, он применил этот цвет к своим собственным кораблям, полагая, что он сделает его корабли трудноразличимыми во время рассвета и заката. В то время как цвет применялся с переменным успехом, эксперты оценили его как эквивалент нейтрального серого в лучшем случае и делающим корабли более заметными в худшем случае.

## История
В 1940 году, сопровождая конвой, лорд Маунтбэттен заметил, что один корабль в группе исчез из поля зрения намного раньше, чем остальные. Корабль Union-Castle Line был выкрашен в лавандово-серый цвет. Так Маунтбаттен убедился в эффективности цвета в качестве камуфляжа во время рассвета и заката, часто опасного для кораблей, и все эсминцы его флотилии были окрашены аналогичным пигментом, который он создал, смешав средний серый с небольшим количеством венецианского красного. К началу 1941 года несколько других кораблей начали использовать тот же камуфляж, хотя никаких формальных испытаний для определения его работоспособности не проводилось.
Позднее доработка основного розового камуфляжа Маунтбэттена заключалась в использовании чуть более светлого тона того же цвета для верхних структур корабля. К концу 1942 года, однако, все суда размером с эсминец и более крупные отошли от розового цвета Маунтбэттена, хотя считается, что меньшие суда сохраняли этот цвет вплоть до 1944 года. Основная проблема с этим оттенком розового заключалась в том, что он выделялся в период полудня, когда небо уже не было розовым, а традиционный линкор серого цвета был гораздо менее заметен.
ВМС США экспериментировали с подобным оттенком краски, и по крайней мере один корабль, USS Winslow, был окрашен в этот цвет.
Военно-морские силы Германии также экспериментировали со светло-розовым оттенком. На Королевском флоте в протоколе допроса заключенных из немецкого  экипажа, спасённого из подводной лодки  S 147, Schnellboot, затонувшей в Ла-Манше в апреле 1944 года, утверждалось, что немецкие подводники считали общий розовый оттенок лодки менее заметным.

## Полезность
Эксперты по камуфляжу отметили, что цвет может сделать корабли более очевидными в результате эффекта Пуркинье. Эти эксперты также часто жаловались на неконтролируемое смешивание, которое может привести к получению смесей, содержащих больше красного, чем предполагалось; такая смесь может иметь катастрофические последствия, поскольку корабли с даже малейшим красным тоном привлекают больше внимания, чем корабли с эквивалентным синим тоном практически на каждом уровне освещенности. Руководство Адмиралтейства пришло к выводу, что краска «не более и не менее эффективна в морском камуфляже, чем нейтральные серые цвета эквивалентного тона; и, кроме того, что, если содержание красного было достаточно высоким для того, чтобы конкретные характеристики красного имели какой-либо эффект, цвет обычно мешает, а не скрывает корабль».